# Euophrys flavoatra
Euophrys flavoatra es una especie de araña saltarina del género Euophrys, familia Salticidae. Fue descrita científicamente por Grube en 1861.
Habita en Rusia.